# Bisdom Sens-Auxerre

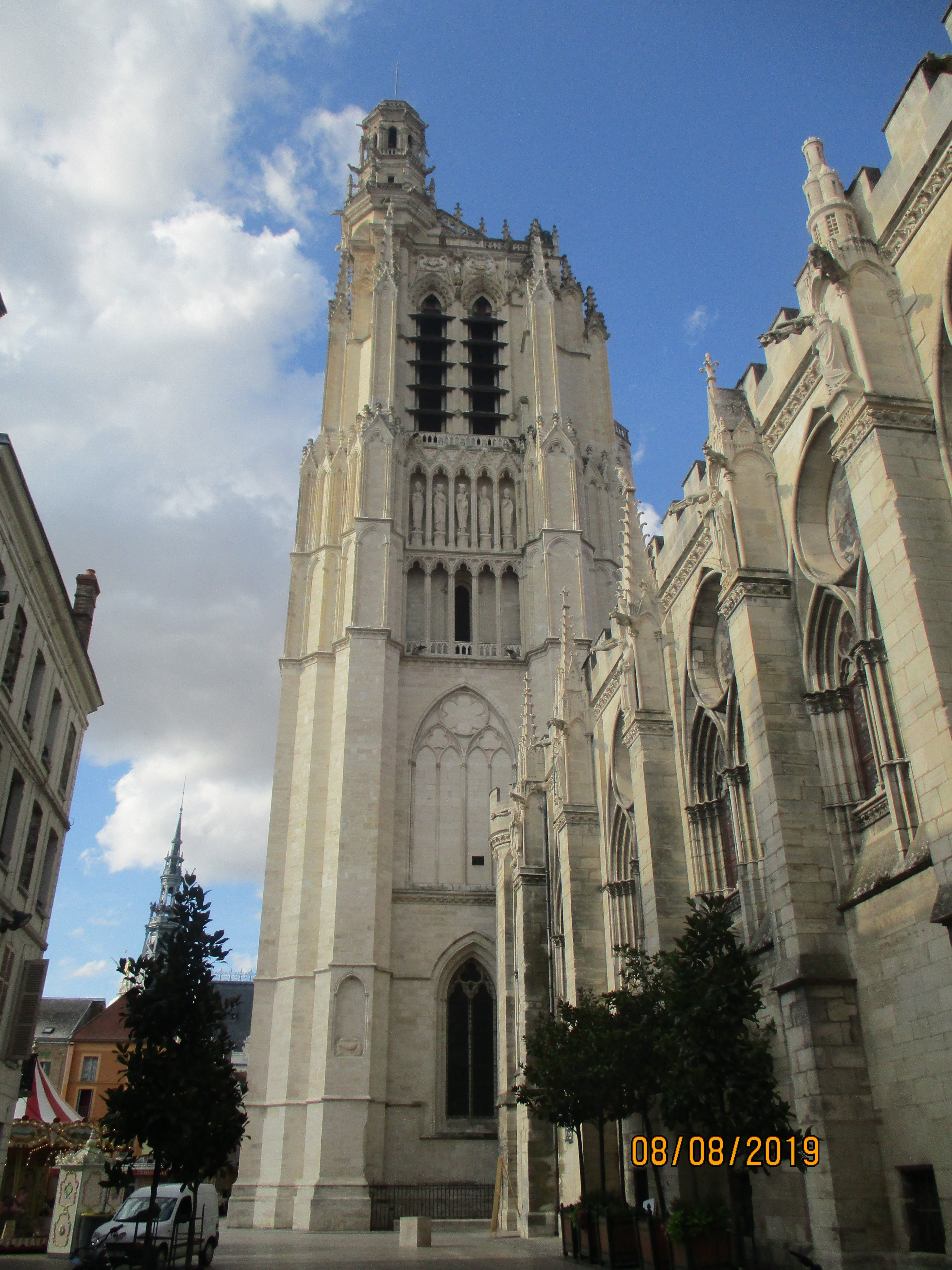
De kathedraal van Sens

Het bisdom Sens-Auxerre (Latijn: Dioecesis Senonensis-Antissiodorensis) is een rooms-katholiek bisdom in Frankrijk met als zetel Sens en als co-zetel Auxerre. Het is de opvolger van het oude aartsbisdom Sens en het bisdom Auxerre en de bisschop van Sens-Auxerre draagt nog steeds de titel van aartsbisschop van Sens. Het bisdom omvat grotendeels het departement Yonne en is suffragaan aan het aartsbisdom Dijon.

## Cijfers

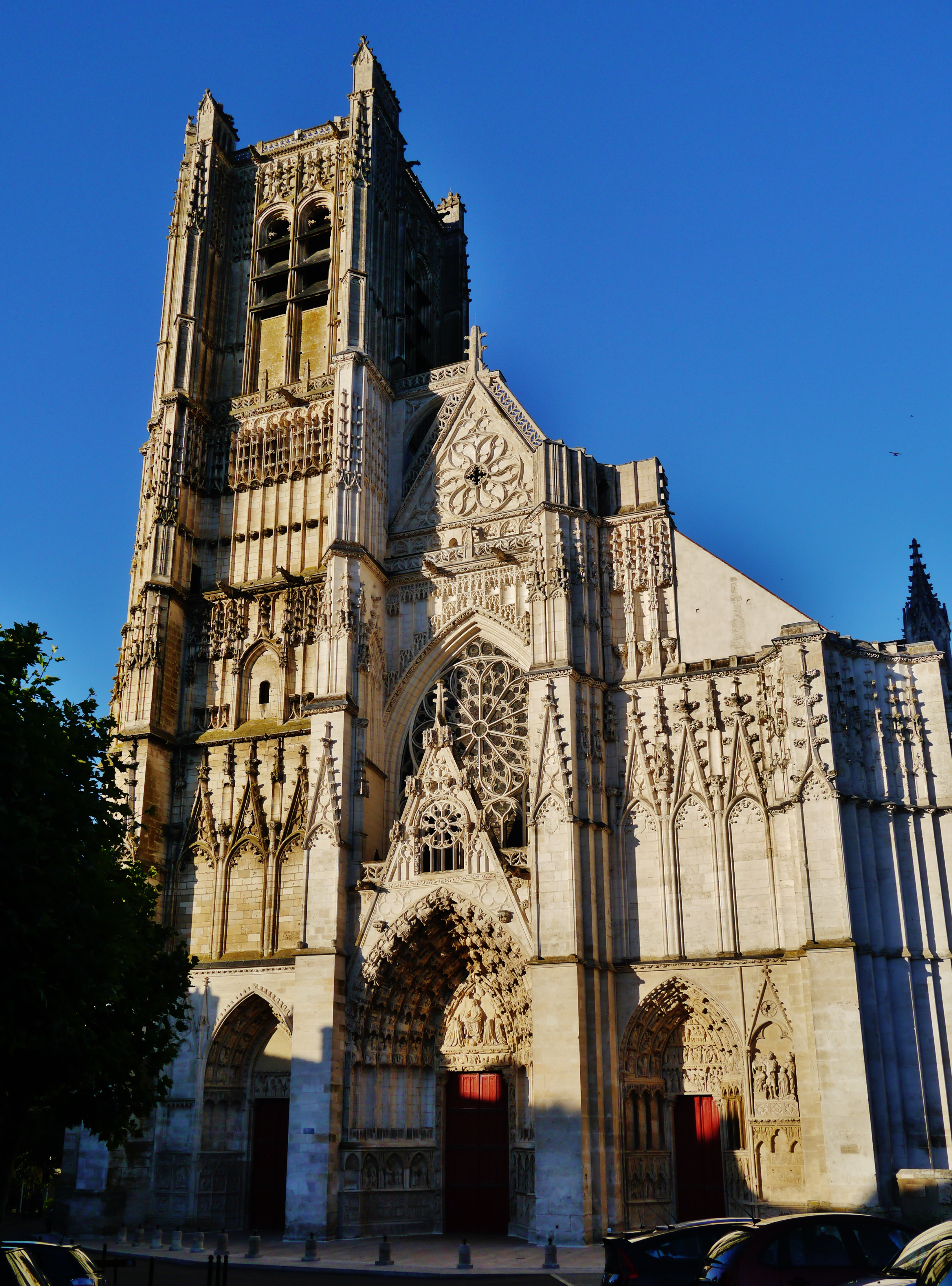
De kathedraal van Auxerre

Het bisdom heeft een oppervlakte van 7.427 km². In 2020 telde het ongeveer 200.000 katholieken of 58,5% van de totale bevolking. In 1950 was nog 94% van de totale bevolking katholiek. Wegens het teruglopend aantal katholieken en priesters werd het aantal parochies in de jaren 2010 teruggebracht van 102 naar 31. Deze parochies zijn verdeeld over vier decanaten.

## Geschiedenis
Het bisdom Sens-Auxerre is de opvolger van het oude aartsbisdom Sens en het bisdom Auxerre.

### Aartsbisdom Sens
Volgens de overlevering was Sens al in de 1e eeuw een bisdom. In het Romeinse Agendicum Senonensis, zoals Sens toen heette, waren in de 3e eeuw de heiligen Sabinianus et Potentianus actief en waarschijnlijk was de stad toen een bisdom. Agendicum Senonensis was een provinciehoofdstad en werd ook zetel van een kerkprovincie die onder meer Chartres, Auxerre, Meaux, Parijs, Orléans en Troyes omvatte. Daar kwam in de 6e eeuw ook nog Nevers bij. De aartsbisschop van Sens mocht in de karolingische tijd de titel van primaat van de Galliërs en van Germanië dragen. Ook daarna bleef het aartsbisdom belangrijk binnen het koninkrijk Frankrijk, getuige daarvan de bouw van de grote gotische kathedraal vanaf 1130. Aartsbisschoppen van Sens bekleedden regelmatig ook hoge posten in het bestuur van het koninkrijk. In 1622 werd de kerkprovincie Parijs gevormd waar voortaan ook de bisdommen Chartres, Meaux en Orléans onder vielen. Maar Sens bleef invloedrijke aartsbisschoppen voortbrengen, zoals Jacques Davy du Perron (1606-1618), Paul d'Albert de Luynes (1753-1788) en Étienne Charles de Loménie de Brienne (1788-1794).

### Bisdom Auxerre
Het bisdom gaat terug op de heilige Pelerinus, die omstreeks 304 de marteldood zou gestorven zijn. Germanus van Auxerre, heilige en kloosterstichter, was actief in het bisdom. Opmerkelijke bisschoppen van Auxerre waren Jacques Amyot (16e eeuw), Nicolas Colbert en André Colbert (17e en 18e eeuw) en Charles de Caylus (18e eeuw). Het jansenisme was invloedrijk in het bisdom Auxerre. Het bisdom werd afgeschaft na de Franse Revolutie.

### Bisdom Yonne
Uit delen van het aartsbisdom Sens en de bisdommen Auxerre, Autun en Langres werd na de Franse Revolutie in 1790 het bisdom Yonne gevormd, dat overeenkwam met de grenzen van het departement Yonne. Dit bisdom werd afgeschaft door het Concordaat van 1801 en het gebied viel voortaan onder het bisdom Troyes.

### Bisdom Sens-Auxerre

Het bisdom Sens-Auxerre binnen Frankrijk

Op vraag van koning Lodewijk XVIII richtte paus Pius VII op 6 oktober 1822 het aartsbisdom Sens op met de bul Paternae charitatis. Het aartsbisdom behield de grenzen van het vroegere bisdom Yonne en had als suffragane bisdommen Troyes, Nevers en Moulins. In 1823 kreeg de aartsbisschop van Sens ook de titel van bisschop van Auxerre. In het bisdom ontstond de nieuwe kloosterorde van de edmundieten, gesticht door Jean-Baptiste Muard (1809-1854). Vézelay werd een belangrijk bedevaartsoord in het bisdom. In 1954 werd Pontigny afgesplitst van het bisdom als aparte territoriale prelatuur.
In 1973 verhuisde de bisschoppelijke administratie van Sens naar Auxerre al bleef de kathedraal van Sens wel de zetel van het bisdom. In 2002 werd de kerkprovincie Sens afgeschaft en werd Sens-Auxerre suffragaan aan het aartsbisdom Dijon. Sens-Auxerre werd een bisdom maar de bisschop behoudt wel het recht de titel van aartsbisschop van Sens te dragen.

## Bisschoppen
De bisschoppen van het bisdom Sens-Auxerre, sinds 1822:
- Anne-Louis-Henri de La Fare (1822-1829)
- Jean-Joseph-Marie-Victoire de Cosnac (1830-1843)
- Mellon Jolly (1844-1867)
- Victor-Felix Bernadou (1867-1891)
- Pierre-Marie-Etienne-Gustave Ardin (1892-1911)
- Jean Victor Émile Chesnelong (1912-1931)
- Maurice Feltin (1932-1935)
- Frédéric Edouard Camille Lamy (1936-1962)
- René-Louis-Marie Stourm (1962-1977)
- Eugène-Marie Ernoult (1977-1990)
- Gérard Denis Auguste Defois (1990-1995)
- Georges Edmond Robert Gilson (1996-2004)
- Yves François Patenôtre (2004-2015)
- Hervé Jean Robert Giraud (2015-)

Dijon (aartsbisdom) · Autun · Mission de France o Pontigny (territoriale prelatuur) · Nevers · Sens-Auxerre (aartsbisdom)